# Wu Wen-chia
Wu Wen-chia (* 24. Oktober 1963) ist ein taiwanischer Tischtennisspieler. Er nahm an den Olympischen Spielen 1988 und Olympischen Spielen 1996 teil.

## Werdegang
Im Jahre 1984 gewann Wu Wen-chia die Offenen amerikanischen Meisterschaften.
Er nahm am Einzel- und Doppelwettbewerb der Olympischen Spiele 1988 in Seoul teil. Nach drei Siegen und vier Niederlagen landete er im Einzel auf Platz 25. Im Doppel mit Huang Huei-chieh stand er nach vier Siegen und drei Niederlagen auf Platz 9. Acht Jahre später, bei den Olympischen Spielen 1996 in Atlanta, trat er nur im Doppel mit Chiang Peng-Lung an. Hier gelang kein Sieg, nach zwei Niederlagen reichte es nur zu Platz 17
In der Weltrangliste wurde er Mitte 1987 auf Platz 27 geführt.

## Spielergebnisse
- Olympische Spiele 1988 Einzel[3]
  - Siege: Yomi Bankole (Nigeria), Abdul Wahab Ali (Irak), Alain Choo Choy (Mauritius)
  - Niederlagen: Zsolt Harczi (Ungarn), Ding Yi (Österreich), Chen Longcan (China), Lo Chuen Tsung (Hongkong)
- Olympische Spiele 1988 Doppel mit Huang Huei-chieh[4]
  - Siege: Titus Omotara/Atanda Musa (Nigeria), Boris Rozenberg/Andrey Mazunov (Sowjetunion), Gilany Hosnani/Alain Choo Choy (Mauritius), Joe Ng/Horatio Pintea (Kanada)
  - Niederlagen: Jiang Jialiang/Xu Zengcai (China), Ilija Lupulesku/Zoran Primorac (Jugoslawien), Jean-Philippe Gatien/Patrick Birocheau (Frankreich)
- Olympische Spiele 1996 Doppel mit Chiang Peng-Lung[5]
  - Niederlagen: Lucjan Błaszczyk/Andrzej Grubba (Polen), Gang Hui-Chan/Kim Taek-soo (Südkorea)